# Smilax
Smilax L. 1753 és un gènere de plantes amb unes 300-350 espècies, que té una distribució cosmopolita en zones de clima temperat, tropicals i subtropical. A la Xina n'hi ha unes 80 espècies de les quals 39 són endèmiques. Són plantes enfiladisses, entre els seus noms comuns hi ha el de sarsaparrella, nom que també tenen altres plantes de gèneres diferents. La sarsaparrella de l'Oest és S. regelii
El gènere rep el nom científic segons la mitologia grega de la nimfa Smilax.

## Taxonomia
El gènere està dividit en moltes seccions.
| - Smilax amaurophlebia Merr. - Smilax anamitica Kuntze - Smilax aristolochiifolia Mill. – Sarsaparilla americana - Smilax aspera L. – Arítjol mediterrani - Smilax auraimensis Steyerm. - Smilax australis R.Br. – Lawyer Vine, Barbwire Vine, "wait-a-while" (Austràlia) - Smilax balansaeana H.Bon ex Gagnep. - Smilax balbisiana – Chainy Root - Smilax bella J.F.Macbr. - Smilax benthamiana A.DC. - Smilax biltmoreana - Smilax biumbellata T.Koyama - Smilax blumei A.DC. - Smilax bona-nox L. – Saw Greenbrier - Smilax bracteata Presl - Smilax brasiliensis Sprengel. – salsaparrilha-do-campo (Brasil) - Smilax californica - Smilax campestris Griseb. - Smilax canariensis - Smilax castaneiflora Lev. - Smilax chimantensis Steyerm. & Maguire - Smilax china L. – China SmilaxPlantilla:Verify source - Smilax chingii F.T. Wang & Ts.Tang - Smilax cinnamomiifolia Small - Smilax cocculoides Warb. - Smilax colubrina J.F.Macbr. - Smilax corbularia Kunth - Smilax davidiana A.DC. - Smilax diversifolia Small - Smilax ecirrata – Greenbrier - Smilax elegans Wall. - Smilax elegantissima Gagnep. - Smilax engleriana Apt - Smilax excelsa L. - Smilax extensa A.DC. - Smilax flavicaulis Rusby - Smilax gaumeri Millsp. - Smilax gilva J.F.Macbr. - Smilax glabra Roxb. – Arrel de la Xina (Chinaroot), tufuling (土茯苓) - Smilax glauca Walter – Cat Greenbrier, Glauca Greenbrier - Smilax glyciphylla Sm. – Sweet Sarsaparilla, Nativa Sarsaparilla d'Austràlia - Smilax graciliflora A.C.Sm. | - Smilax grandifolia Buckley - Smilax griffithii A.DC. - Smilax havanensis Jacq. - Smilax helferi A.DC. - Smilax herbacea L. – Smooth Herbaceous Greenbrier, "carrion flower" (sud de Quebec al Canadà, Est dels Estats Units) - Smilax hispida Muhl. – Bristly Greenbrier - Smilax hongkongensis Seem. - Smilax hugeri - Smilax hypoglauca Benth. - Smilax illinoensis – Illinois Greenbrier - Smilax immersa A.C.Sm. - Smilax impressinervia F.T. Wang - Smilax inversa T.Koyama - Smilax jamesii G.Wallace - Smilax kraussiana Meissner - Smilax krukovii A.C.Sm. - Smilax laevis A.DC. - Smilax lanceifolia Roxb. - Smilax lasioneuron Hook. – Greenbrier herbàcia - Smilax lasseriana Steyerm. - Smilax lata Small - Smilax latipes Gleason - Smilax laurifolia L. - Smilax lemsleyana Craib - Smilax leptanthera Pennell - Smilax longipedunculata Merr. - Smilax luei T.Koyama - Smilax luzonensis Presl - Smilax macrophylla Roxb. - Smilax maculata Roxb. - Smilax magnifolia J.F.Macbr. - Smilax mairei Lev. - Smilax medica Schltdl. et Cham. - Smilax medicinalis S.Moore - Smilax megacarpa A.DC. - Smilax melastomifolia Sm. – Hoi kuahiwi (Hawaiʻi) - Smilax menispermoidea - Smilax micro-china T.Koyama - Smilax microphylla C.H.Wright - Smilax micropoda A.DC. - Smilax minutiflora A.DC. - Smilax moranensis Mart. & Galeotti - Smilax myosotiflora A.DC. - Smilax myrtillus A.DC. - Smilax occidentalis C.V.Morton - Smilax ocreata DC. | - Smilax opaca (A.DC.) Norton - Smilax officinalis Griseb. - Smilax ovalifolia Roxb. - Smilax ovalifolia Roxb. - Smilax oxyphylla Wall. - Smilax pallescens A.DC. - Smilax panamensis Morong - Smilax peguana A.DC. - Smilax perfoliata Lour. - Smilax phyllantha Gagnep. - Smilax pilcomayensis Guagl. & S.Gattuso - Smilax pottingeri Prain - Smilax prolifera Roxb. - Smilax pseudochina – Falsa Chinaroot - Smilax pulverulenta - Smilax purpusii Brandegee - Smilax pygmaea Merr. - Smilax quinquenervia Vell. - Smilax regelii Killip & C.V.Morton – Sarsaparrella de l'Oest, o jamaicana - Smilax renifolia Small - Smilax reticulata Elmer - Smilax rigida Wall. or Kunth - Smilax robert-kingii T.Koyama - Smilax rotundifolia L. – Common Greenbrier. Est dels Estats Units - Smilax saülensis J.D.Mitch. - Smilax siamensis T.Koyama - Smilax simulans T.Koyama - Smilax smallii Morong - Smilax spicata Vell. - Smilax spinosa Mill. - Smilax spruceana A.DC. - Smilax staminea (Griseb.) Forman - Smilax stans Maxim. - Smilax stenopetala A.Gray - Smilax subsessiliflora Poir. - Smilax synandra Gagnep. - Smilax tamnoides – Halberd-leaved Greenbrier - Smilax tenuis Small - Smilax tetragona - Smilax velutina Killip & C.V.Morton - Smilax verruculosa Merr. - Smilax verticalis Gagnep. - Smilax walteri Pursh. - Smilax williamsii Merr. - Smilax zeylanica L. |